# Erkki Tierma
Erkki Juhani Tierma, född 5 oktober 1941 i Kuusamo, Finland, död 27 september 2008 i Burträsk, var en sverigefinsk målare och tecknare.
Han var fosterson till Gunnar Lindgren och hans hustru Inga. Redan under skolgången i Finland började Tierma måla i olja på pannåer och han blev där uppmuntrad av sina lärare att utbilda sig till konstnär. Efter att han kom till sina fosterföräldrar i Västerbotten fortsatte han genom självstudier och täta utställningsbesök utveckla sin konst. Separat har han ställt ut i bland annat Umeå och på Galleri 66 i Stockholm. Förutom penslar har han använt svampar, papper ylletrasor, saxar och dammsugare i sin konst. Bland annat klippte han schabloner och med hjälp av dammsugaren blåste han den flytande färgen mot underlaget. En minnesutställning med hans konst visades 2009.